# Bad Rotenfels
Bad Rotenfels est un quartier de Gaggenau, dans l'arrondissement de Rastatt (Bade-Wurtemberg).

## Situation
Bad Rotenfels se trouve à l'entrée de la vallée de la Murg dans le nord de la Forêt-Noire, directement au nord-ouest de la ville principale de Gaggenau. La Murg s'écoule au bord sud-ouest de l'agglomération. La route fédérale 462 suit le cours de la vallée, tout comme le chemin de fer de la vallée de la Murg, qui compte ici trois arrêts. De l'autre côté de la Murg et de la B 462 se trouve le parc thermal avec la station thermale Rotherma. En aval de la vallée, en direction de Bischweier, une grande zone industrielle s'ajoute à l'habitat local. L'ancienne commune de Rotenfels avait une superficie de 20,14 km2.

## Histoire
La localité de Rotenfels, autrefois indépendante, est mentionnée pour la première fois dans un acte de donation d'Henri III aux évêques de Spire datant de 1041. Au XIIe siècle, les comtes d'Eberstein en avaient la domination et colonisaient la vallée de la Murg à partir d'ici. Depuis 1288, les margraves de Baden sont attestés comme seigneurs. Le margrave Wilhelm Ludwig August de Baden-Hochberg, qui y disposait au XIXe siècle d'une fabrique de grès et d'une exploitation agricole modèle, fit forer de la houille, ce qui permit de découvrir la source Elisabethen en 1839. La source minérale s'est tarie au cours du même siècle. En 1944 et 1945, il y avait le camp de sécurité de Rotenfels, un camp de travail forcé nazi. Des forages réalisés dans les années 1950 ont permis de découvrir de nouveaux gisements d'eau thermale, qui ont été utilisés pour les bains.
Le 1er janvier 1970, Rotenfels et le quartier de Winkel ont été rattachés à Gaggenau.

## Curiosités
- Château de Rotenfels, ancienne fabrique de grès transformée en château de campagne classique par Friedrich Weinbrenner entre 1818 et 1827 pour le margrave Wilhelm Ludwig August de Baden-Hochberg[2]. Aujourd'hui, académie régionale des arts scolaires, du théâtre scolaire et du théâtre amateur.
- St. Laurentius, siège de la plus ancienne paroisse et donc "église mère" de la vallée de la Murg, construction actuelle 1752-1766 de Franz Ignaz Krohmer, transformation néobaroque de 1902-03[2].
- Le musée Unimog se trouve à proximité du château de Rotenfels, mais déjà sur le territoire de Kuppenheim-Oberndorf.

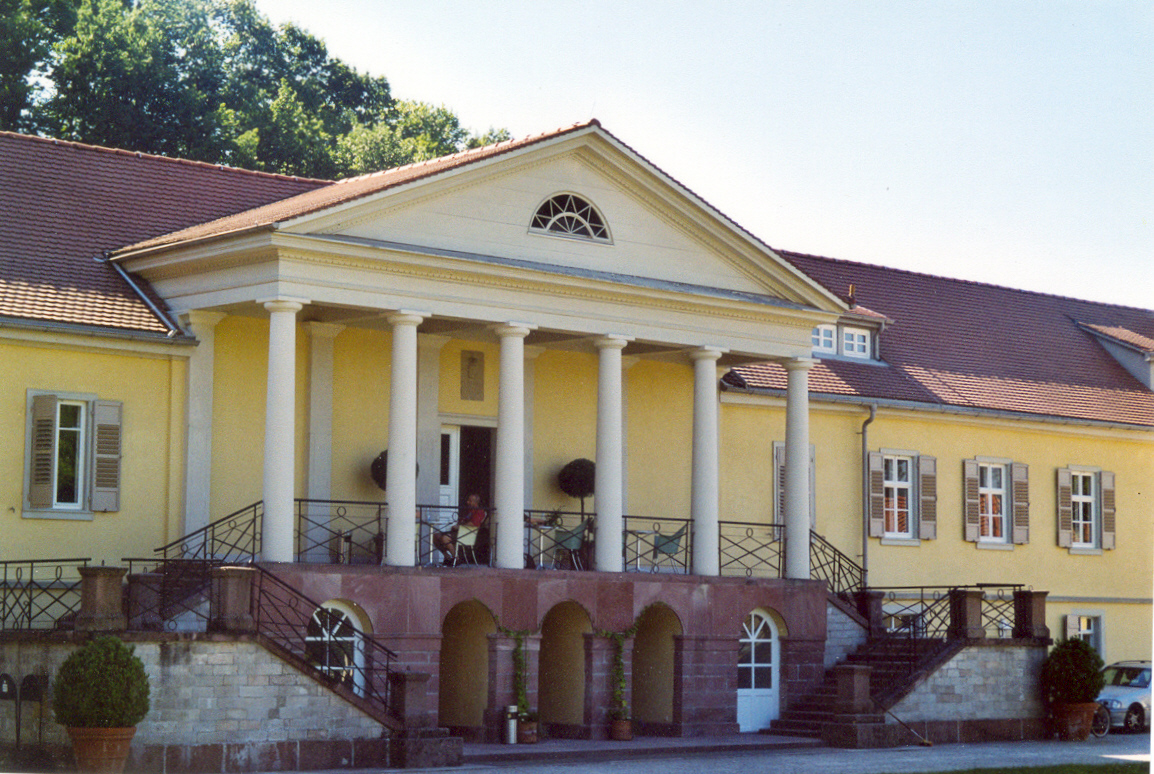
Schloss Rotenfels
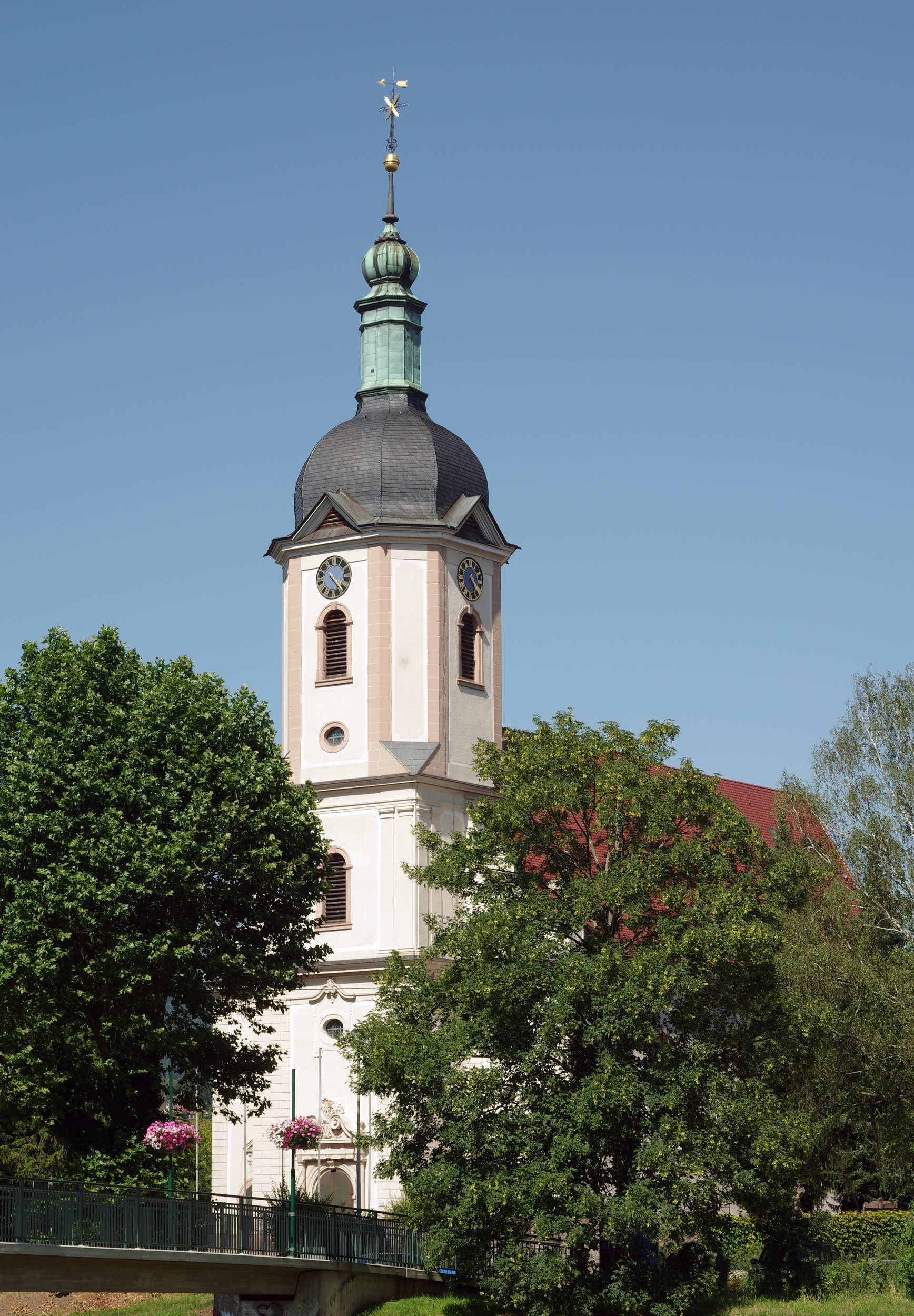
St. Laurentius